# 데이비드 와크 그리피스
데이비드 와크 그리피스(David Wark Griffith, 1875년 1월 22일 - 1948년 7월 23일)는 미국의 영화 감독이다. 그는 미국 영화 뿐만 아니라 세계 영화의 역사에 불멸의 이름을 남긴 업적으로 인해 "영화의 아버지"라고도 부른다.
초기 영화에서는 한 장면마다 카메라를 고정시킨 채 촬영하고 있었다. 즉 한 장면에 한 컷이었기 때문에 단조로운 점은 어쩔 수 없었다. 그러나 움직이는 사진이라는 관객의 매력을 사로잡았고, 얼마 지나지 않아 프랑스의 "필름 다르"와 같은 하나의 장르처럼 무대극을 그대로 촬영한 스타일의 영화로 유명해진 경우가 있었다.
그러나 연극의 통조림과 같았던 영화에 활기를 불어넣는 표현 방법을 넣으면서 영화에 풍부한 매력을 더한 감독이 데이비드 워크 그리피스이다. 그는 하나의 장면 가운데에 등장 인물의 표정만을 클로즈업시킨 컷을 삽입했다. 또한 영화의 한 장면을 여러 크기와 배치로 조립했으며, 추적하는 상황과 같은 장면에서 두 개 이상의 장면에 일어난 일을 번갈아 묘사하는 커트백 기법도 고안했다. 즉 한 장면에 한 컷이라는 그 때까지의 정석을 깸과 동시에 인간의 감정이나 심리를 세밀하게 묘사하거나 긴장감을 높임으로써 당시의 영화가 지니지 못했던 참신한 표현력을 선보였다. 물론 그에 앞서 클로즈업을 시도한 영화가 없었던 것은 아니지만 적절한 사용과 여러 가지 수법을 고안, 구사하여 작품 전체의 통일까지 꾀한다는 종합적인 성과를 올린 최초의 사람은 그리피스였다.
그는 3, 4롤짜리 영화가 대부분이었던 1910년대에 <국가의 탄생> (12롤)과 <인톨러런스>, <지는 꽃>과 같이 뛰어난 대작을 발표했다. 또한 그의 대작은 정의·용기·관용·애정과 같이 웅대한 내용으로 일관된 테마였다는 점에서 당시 유행한 연속활극·희극·단편과 차별화했으며, 그에 따라 히트 작품이 되기도 했다.
그 무렵 미국 영화는 토머스 에디슨의 특허를 둘러싼 분쟁과 촬영에 적합한 풍토 등 몇 가지의 이유로 제작 본거지가 서쪽으로 이동하면서 헐리우드가 영화회사의 집결지가 되었으며, 그리피스의 작품들은 헐리우드 영화의 빅스타 시스템과 대작주의를 만드는 기초가 되었다. 그의 영화는 유럽 영화에도 영향을 끼쳤는데, 예술적으로는 몽타주가 영화 표현의 생명이라는 사고 방식을 이론과 실천으로 넓히는 출발점이 되기도 했다.

## 같이 보기
- 프리메이슨 목록

## 참고 자료
- 이 문서에는 다음커뮤니케이션(현 카카오)에서 GFDL 또는 CC-SA 라이선스로 배포한 글로벌 세계대백과사전의 내용을 기초로 작성된 글이 포함되어 있습니다.